# Fitz Hall
Fitz Benjamin Hall (ur. 20 grudnia 1980 w Leytonstone, Londyn, Anglia) – angielski piłkarz występujący na pozycji obrońcy.